# 4 uur van Shanghai
De 4 uur van Shanghai, voorheen de 6 uur van Shanghai, is een race uit het FIA World Endurance Championship. De race vindt plaats op het Shanghai International Circuit. De eerste editie vond in 2012 plaats.

## Geschiedenis
In 2012 werd het FIA World Endurance Championship opgericht, waarin de 6 uur van Shanghai als seizoensfinale op de kalender stond. Tot 2019 werd de race ieder jaar gehouden, alhoewel deze in het laatste jaar naar een lengte van vier uur werd ingekort.

## Winnaars
| Jaar               | Winnaars                                         | Team                  | Auto                    | Afstand            | Verslag            |
| 6 uur van Shanghai | 6 uur van Shanghai                               | 6 uur van Shanghai    | 6 uur van Shanghai      | 6 uur van Shanghai | 6 uur van Shanghai |
| ------------------ | ------------------------------------------------ | --------------------- | ----------------------- | ------------------ | ------------------ |
| 2012               | Nicolas Lapierre Alexander Wurz                  | Toyota Racing         | Toyota TS030 Hybrid     | 1041,141 km        | Verslag            |
| 2013               | Marcel Fässler André Lotterer Benoît Tréluyer    | Audi Sport Team Joest | Audi R18 e-tron quattro | 1035,690 km        | Verslag            |
| 2014               | Sébastien Buemi Anthony Davidson                 | Toyota Racing         | Toyota TS040 Hybrid     | 1024,788 km        | Verslag            |
| 2015               | Timo Bernhard Brendon Hartley Mark Webber        | Porsche Team          | Porsche 919 Hybrid      | 921,219 km         | Verslag            |
| 2016               | Timo Bernhard Brendon Hartley Mark Webber        | Porsche Team          | Porsche 919 Hybrid      | 1062,945 km        | Verslag            |
| 2017               | Sébastien Buemi Anthony Davidson Kazuki Nakajima | Toyota Gazoo Racing   | Toyota TS050 Hybrid     | 1084,749 km        | Verslag            |
| 2018               | Mike Conway Kamui Kobayashi José María López     | Toyota Gazoo Racing   | Toyota TS050 Hybrid     | 615,963 km         | Verslag            |
| 4 uur van Shanghai |                                                  |                       |                         |                    |                    |
| 2019               | Gustavo Menezes Norman Nato Bruno Senna          | Rebellion Racing      | Rebellion R13-Gibson    | 681,375 km         | Verslag            |